# Lista de prefeitos de Porto União
Esta é a lista de prefeitos e vice-prefeitos do município de Porto União, estado brasileiro de Santa Catarina:
| Nº | Prefeito                     | Partido | Vice-prefeito                     | Início de mandato       | Final do mandato        | Observações                                   |
| -- | ---------------------------- | ------- | --------------------------------- | ----------------------- | ----------------------- | --------------------------------------------- |
| 1  | José César de Almeida        |         | —                                 | 5 de setembro de 1917   | 1º de março de 1918     | Superintendente                               |
| 2  | Euzébio Correia de Oliveira  |         | —                                 | 2 de março de 1918      | 10 de janeiro de 1919   | Superintendente                               |
| 3  | Hermenegildo Alves Marcondes |         | —                                 | 10 de janeiro de 1919   | 10 de janeiro de 1925   | Superintendente                               |
| 4  | Carlos Conti                 |         | —                                 | 10 de janeiro de 1925   | 10 de março de 1926     | Superintendente                               |
| 5  | Hermenegildo Alves Marcondes |         | —                                 | 10 de abril de 1926     | 10 de janeiro de 1927   | Superintendente                               |
| 6  | Eurico Borges dos Reis       |         | —                                 | 10 de janeiro de 1927   | 23 de outubro de 1930   | Superintendente                               |
| 7  | Braz Limongi                 |         | —                                 | 23 de outubro de 1930   | 25 de novembro de 1930  | Superintendente                               |
| 8  | Antiocho Pereira             |         | —                                 | 25 de novembro de 1930  | 30 de abril de 1933     | Prefeito nomeado                              |
| 9  | Francisco Otaviano Pimpão    |         | —                                 | 1º de maio de 1933      | 30 de dezembro de 1933  | Prefeito nomeado                              |
| 10 | Helmuth Muller               |         | —                                 | 30 de dezembro de 1933  | 29 de fevereiro de 1943 | Prefeito nomeado                              |
| 11 | Mário Fernandes Guedes       |         | —                                 | 1º de março de 1943     | 17 de outubro de 1945   | Prefeito nomeado                              |
| 12 | Jaime Corrêa Pereira         |         | —                                 | 18 de outubro de 1945   | 20 de novembro de 1945  | Prefeito nomeado                              |
| 13 | Ivo Guilhon Pereira de Mello |         | —                                 | 20 de novembro de 1945  | 10 de dezembro de 1945  | Prefeito nomeado                              |
| 14 | Lauro Muller Soares          |         | —                                 | 10 de dezembro de 1945  | 30 de abril de 1947     | Prefeito nomeado                              |
| 15 | Alfredo Metzler              |         | —                                 | 1º de maio de 1947      | 30 de novembro de 1947  | Prefeito nomeado                              |
| 16 | Lauro Müller Soares          |         | —                                 | 1º de dezembro de 1947  | 31 de janeiro de 1951   | Prefeito eleito                               |
| 17 | Alfredo Metzler              |         | —                                 | 31 de janeiro de 1951   | 31 de janeiro de 1956   | Prefeito eleito                               |
| 18 | Lauro Müller Soares          |         | —                                 | 31 de janeiro de 1956   | 31 de janeiro de 1961   | Prefeito eleito                               |
| 19 | Salustiano Costa Júnior      |         | —                                 | 31 de janeiro de 1961   | 17 de agosto de 1965    | Prefeito eleito                               |
| —  | Victor Buch Filho            |         | —                                 | 17 de agosto de 1965    | 20 de outubro de 1965   | Vice-prefeito eleito no cargo de Prefeito     |
| —  | João Nito Gaspari            |         | —                                 | 21 de outubro de 1965   | 31 de janeiro de 1966   |                                               |
| 20 | Victor Buch Filho            |         | —                                 | 31 de janeiro de 1966   | 31 de janeiro de 1970   | Prefeito eleito                               |
| 21 | Serafim Caus                 |         | Sérgio Ney Madureira              | 1º de fevereiro de 1970 | 31 de janeiro de 1973   | Prefeito e vice eleitos em sufrágio universal |
| 22 | Alexandre Passos Puzyna      | ARENA   |                                   | 1º de fevereiro de 1973 | 1º de fevereiro de 1977 | Prefeito eleito                               |
| 23 | Victor Buch Filho            |         |                                   | 1º de fevereiro de 1977 | 31 de janeiro de 1983   | Prefeito eleito                               |
| 24 | Alexandre Passos Puzyna      | PMDB    | Ilário Sander                     | 1º de fevereiro de 1983 | 14 de maio de 1986      | Prefeito e vice eleitos em sufrágio universal |
| —  | Ilário Sander                | PMDB    | —                                 | 14 de junho de 1986     | 31 de dezembro de 1988  | Vice-prefeito eleito no cargo de Prefeito     |
| 25 | Ary Carneiro Júnior          |         | Levy Pacheco                      | 1º de janeiro de 1989   | 31 de dezembro de 1992  | Prefeito e vice eleitos em sufrágio universal |
| 26 | Ilário Sander                | PMDB    | Ezoel Carlos Huergo               | 1º de janeiro de 1993   | 31 de dezembro de 1996  | Prefeito e vice eleitos em sufrágio universal |
| 27 | Alexandre Passos Puzyna      | PMDB    | Eliseu Mibach                     | 1º de janeiro de 1997   | 4 de dezembro de 1998   | Prefeito e vice eleitos em sufrágio universal |
| 28 | Eliseu Mibach                | PMDB    | —                                 | 4 de dezembro de 1998   | 31 de dezembro de 2000  | Vice-prefeito eleito no cargo de Prefeito     |
| 28 | Eliseu Mibach                | PMDB    | Renato Stasiak (PMDB)             | 1º de janeiro de 2001   | 31 de dezembro de 2004  | Prefeito reeleito e vice eleito               |
| 29 | Renato Stasiak               | PMDB    | Érico Rosenscheg (PMDB)           | 1º de janeiro de 2005   | 31 de dezembro de 2008  | Prefeito e vice eleitos em sufrágio universal |
| 29 | Renato Stasiak               | PMDB    | Anízio de Souza (PT)              | 1º de janeiro de 2009   | 31 de dezembro de 2012  | Prefeito reeleito e vice eleito               |
| 30 | Anízio de Souza              | PT      | Aloísio Francisco Salvatti (PMDB) | 1º de janeiro de 2013   | 31 de dezembro de 2016  | Prefeito e vice eleitos em sufrágio universal |
| 31 | Eliseu Mibach                | PSDB    | Pércy Storck (PSD)                | 1º de janeiro de 2017   | 31 de dezembro de 2020  | Prefeito e vice eleitos em sufrágio universal |
| 31 | Eliseu Mibach                | PSDB    | Érico Rosenscheg (MDB)            | 1º de janeiro de 2021   | 31 de dezembro de 2024  | Prefeito reeleito e vice eleito               |
| 32 | Dr. Juliano Hassan           | PL      | Suelen Geremia (MDB)              | 1º de janeiro de 2025   | Atualidade              | Prefeito e vice eleitos em sufrágio universal |